# Tisbe furcata
Tisbe furcata – gatunek widłonoga z rodziny Tisbidae. Jako pierwszy opisał go w 1837 roku szkocki lekarz i zoolog William Baird, nadając mu nazwę Cyclops furcatus.